# 叶廷眷
叶廷眷（？—？），广东香山县人，清朝官员。
叶廷眷为监生出身，同治四年（1865年）接替徐本立，署南汇县知县一职，1866年由陈其元接任。以1873年任上海县知县时主审楊月樓奇案知名。